# 1997-es US Open (tenisz)
Az 1997-es US Open volt az év negyedik Grand Slam-tornája, a US Open 117. kiadása volt. New Yorkban, rendezték meg augusztus 25. és szeptember 7. között.
A tornagyőzelmet a férfiaknál az ausztrál Patrick Rafter, a nőknél a svájci Martina Hingis szerezte meg.

## Döntők

### Férfi egyes
Patrick Rafter -   Greg Rusedski, 6-3, 6-2, 4-6, 7-5

### Női egyes
Martina Hingis -  Venus Williams, 6-0, 6-4

### Férfi páros
Jevgenyij Kafelnyikov /  Daniel Vacek -  Jonas Björkman /  Niklas Kutti, 7-6(8) 6-3

### Női páros
Lindsay Davenport /  Jana Novotná -  Gigi Fernández /  Natallja Zverava, 6-3, 6-4

### Vegyes páros
Manon Bollegraf /  Rick Leach -  Mercedes Paz /  Pablo Albano, 3-6 7-5 7-6(3)

## Juniorok

### Fiú egyéni
Arnaud Di Pasquale –  Wesley Whitehouse 6–7, 6–4, 6–1

### Lány egyéni
Cara Black –  Kildine Chevalier 6–7(5), 6–1, 6–3

### Fiú páros
Fernando González /  Nicolás Massú –  Jean-René Lisnard /  Michaël Llodra 6–4, 6–4

### Lány páros
Marissa Irvin /  Alexandra Stevenson –  Cara Black /  Irina Selyutina 6–2, 7–6